# Ніколає-Белческу (Тулча)
Ніколає-Белческу (рум. Nicolae Bălcescu) — село у повіті Тулча в Румунії. Входить до складу комуни Налбант.
Село розташоване на відстані 206 км на схід від Бухареста, 26 км на південний захід від Тулчі, 91 км на північ від Констанци, 64 км на південний схід від Галаца.

## Населення
За даними перепису населення 2002 року у селі проживали 1306 осіб, з них 1304 особи (99,8%) румунів. Рідною мовою 1304 особи (99,8%) назвали румунську.